# Teo Torriatte (Let Us Cling Together)
«Teo Torriatte (Let Us Cling Together)» (яп. "手をとりあって", Te o toriatte) (с англ. — «Давайте держаться вместе») — песня британской рок-группы Queen с альбома A Day at the Races. Написана Брайаном Мэем. Песня вышла в качестве сингла в Японии с песней «Good Old-Fashioned Lover Boy» на стороне «Б». Песня посвящена всем японским фанатам группы.
Песня примечательна тем, что два припева в ней поются на японском языке. На языке, отличном от английского, поются лишь две других песни — «Mustapha» с альбома Jazz и «Las Palabras De Amor (The Words of Love)» с альбома Hot Space. Также в песне используются пианино и фисгармония, на которых играет Мэй.
Конец песни схож с началом песни «Tie Your Mother Down», первой песни с альбома. Мэй сделал так, чтобы казалось что альбом не прерывается, а после последней песни она плавно переходит в первую. В версии сингла этой мелодии нет, и поэтому песня на сингле короче.
Перевести припев с английского на японский помогла друг группы Тика Кудзираока.

## Факты
- В названии песни используется устаревшая форма транслитерации с японского на английский. Современная форма — «Te (W)o Toriatte».
- Ясуми Мацуно, японский создатель видеоигр и фанат Queen, назвал одну из своих игр «Tactics Ogre: Let Us Cling Together», в честь песни.
- В песне «Let Me Entertain You» с альбома Jazz поётся строчка «We’ll sing to you in Japanese» («Мы споём вам на японском») — отсылка к песне «Teo Torriatte (Let Us Cling Together)».
- Песня прозвучала во время церемонии открытия XXXII Летней Олимпиады в Токио 2020.

## Концертные записи
- Queen on Fire – Live at the Bowl (1982)
- Super Live in Japan (2005)